# Acuerdo de caballeros de 1907
El Acuerdo de caballeros de 1907 (en inglés: Gentlemen's Agreement of 1907; y en japonés: 日米紳士協約, [Nichibei Shinshi Kyōyaku]) fue un acuerdo informal entre Estados Unidos y el Imperio del Japón por el cual Estados Unidos dejaba de imponer restricciones a la inmigración japonesa, y Japón restringía la emigración a Estados Unidos. El objetivo era reducir las tensiones entre las dos potencias del Océano Pacífico. El acuerdo nunca fue ratificado por el Congreso, el cual abolió el acuerdo en 1924.
Las tensiones habían aumentado en Tokio y San Francisco, y después de la decisiva victoria de Japón infligida a Rusia Japón demandó un trato de igual. El resultado fue una serie de 6 comunicados entre Japón y Estados Unidos desde finales de 1907 hasta los principios de 1908.
La causa inmediata del acuerdo fue el sentimiento antijaponés que empezaba a aflorar en California. En 1906, el Consejo de Educación de California impuso una normativa por la cual los niños de ascendencia japonesa debían recibir clases en colegios distintos, lo que suponía una segregación racial. Por aquel tiempo los inmigrantes japoneses suponían el 1% de la población de California; muchos de ellos además habían venido bajo el tratado de 1894 que aseguraba la libre inmigración proveniente de Japón.
En el acuerdo, Japón accedió a no tramitar más pasaportes para ciudadanos japoneses que quisieran trabajar en los Estados Unidos continentales, lo cual consiguió eliminar efectivamente cualquier nueva inmigración japonesa a América. A cambio, Estados Unidos acordó aceptar la presencia de inmigrantes que ya vivieran en el suelo estadounidense, permitir la inmigración de las esposas, hijos y padres de estos y evitar la discriminación legal contra los niños japoneses en las escuelas de California. 
Además el gobierno japonés mostró un fuerte interés "por preservar la imagen del pueblo japonés en los ojos del mundo". El gobierno nipón no quería un enfrentamiento con Washington como ya había ocurrido con China, que unos años antes había visto vetada la inmigración a Norteamérica.